# 斑翅秧雞
斑翅秧雞（Hypotaenidia poecilopterus）是斐濟特有的一種秧雞，標本最後於1890年在維提島採集。牠們是於19世紀發現，一些標本正存放在波士頓、倫敦及紐約。最後未確認的報告是於1973年。
斑翅秧雞是一種不能飛的鳥類，喜歡生活在森林或沼澤。由於島內有獴科及貓的入侵而令牠們滅絕。

## 外部連結
- 斑翅秧雞的立體圖 （页面存档备份，存于）